# Seznam opatů cisterciáckého kláštera na Velehradě
Seznam opatů cisterciáckého kláštera na Velehradě obsahuje opaty Velehradského kláštera, který byl založen na počátku 13. století a zrušen v období josefínských reforem roku 1784.
Z doby předhusitské je řada opatů značně mezerovitá.
- Thizelin (Tecelin) 1205–1209
- Szifrid 31. 12. 1213
- Sibert před 12. 8. 1222
- Albert 7. 11. 1228 – 7. 8. 1232
- Hartman 1235–1239, 6. 2. 1247
- Jindřich I. 19. 3. 1243
- Pavel 16. 3. 1250
- Arkleb 15. 10. 1257
- Mikuláš I. 21. 8. 1261
- Lupín 23. 6. 1263 – 25. 5. 1293
- Konrád I. 26. 6. 1293 – 20. 3. 1299
- Jindřich II. 19. 1. 1306 – 21. 9. 1312
- Fridrich 22. 2. 1320 – 9. 10. 1333
- Štěpán I.  22.–29. 8. 1334
- Václav I. 19. 11. 1337 – 25. 7. 1341
- Atleus 13. 5. 1343 – 23. 8. 1355
- Jan I. květen 1362 – 2. 10. 1381
- Konrád II. 10. 5. 1388 – 12. 1. 1397
- Jakub 26. 2. 1401
- Martin 17. 2. 1402 – 4. 8. 1405
- Jan II. 12. 2. 1407 – 12. 1. 1421†
- Václav II. 9. 2. 1421 (zvolen) – 24. 2. 1421†
- Štěpán II. 5. 3. 1421 (zvolen) – 24. 6. 1465
- Mikuláš II. 28. 10. 1466 – 7. 8. 1482
- Beneš 31. 10. 1483 – červen 1490
- Jan III. 29. 4. 1492 – 8. 9. 1506†
- Cyriak 3. 10.–11. XII. 1506 (zvolen) – po 8. 12. 1508†
- Oldřich 2. 2. 1509 (zvolen) – před 15. 6. 1512 (sesazen)
- Kryštof 15. 6. 1512 – 4. 3. 1519
- František 2. 12. 1519 – 31. 5. 1541
- Mikuláš III. 4. 7. 1542 – 14. 5. 1543
- Daniel 1. 7. 1543 – 6.–20. 12. 1546 (sesazen)
- Jan Kučovský 20. 12. 1546 – 24. 2. 1562
- Lukáš 9. 3. 1562 – před 11. 6. 1567†
- Mikuláš Kromer 20. 7. – 25. 8. 1567 (postulován) – 15. 3. 1572†
- Jakub Bílský z Bělé prosinec 1572 (postulován) – 29. 8. 1587†
- Ekard ze Schwoben 28. 11. 1587 (jmenován) – 6. 12. 1595†
- Jan Škardonides 6.–31. 12. 1595 (zvolen) – 15. 3. 1606†
- Ondřej Hortensius 22. 5. 1606 (zvolen) – před 25. 1. 1614 (sesazen)
- Martin Cuculus 25. 1. 1614 (zvolen) – 17. 3. 1619†
- Jan Vencelius z Nešvic před 27. 5. 1621 (zvolen) – 17. 12. 1628 (rezignoval, †1637)
- Jan Greifenfels z Pilsenburku 17. 12. 1628 (zvolen) – 8. 3. 1650† (předtím opat sedlecký)
- Jan Michal Salix z Felberthalu 21. 4. 1650 (zvolen) – 17. 3. 1659 (sesazen)
- Bartoloměj Ferreus 23. 3. 1659 (zvolen) – 20. 6. 1672†
- Petr Silavecký 21. 7. 1672 (zvolen) – 31. 8. 1691†
- Bernard Kašpárek 7. 10. 1691 (zvolen) – 23. 7. 1699†
- Florián Nezorin 10. 9. 1699 (zvolen) – 1. 4. 1724†
- Josef Malý 20. 6. 1724 (zvolen) – 16. 6. 1748
- Antonín Hauck 22. 8. 1748 (zvolen) – 18. 7. 1763 (rezignoval)
- Filip Zuri 15. 9. 1763 (zvolen) – 28. 9. 1784